# Ischnotoma skuseana
Ischnotoma skuseana är en tvåvingeart som beskrevs av Alexander 1928. Ischnotoma skuseana ingår i släktet Ischnotoma och familjen storharkrankar. Inga underarter finns listade i Catalogue of Life.